# Cobitis vardarensis
Cobitis vardarensis és una espècie de peix de la família dels cobítids i de l'ordre dels cipriniformes.

## Subespècies
- Cobitis vardarensis kurui (Erkakan, Atalay-Ekmekçi & Nalbant, 1998)
- Cobitis vardarensis vardarensis (Karaman, 1928)<[2]